# Volta ao Distrito de Santarém 2008
La Volta ao Distrito de Santarém 2008, dodicesima edizione della corsa e terza con questa denominazione, valida come evento del circuito UCI Europe Tour 2008 categoria 2.1, si svolse su quattro tappe dal 13 al 16 marzo 2008 da Fátima a Santarém su un percorso totale di circa 565,7 km. Fu vinta dall'italiano Maurizio Biondo, che terminò la gara con il tempo di 13 ore 19 minuti e 41 secondi alla media di 42,44 km/h.
Al traguardo di Santarém 140 ciclisti completarono la gara.

## Tappe
| Tappa  | Data     | Percorso                                       | km    | Vincitore di tappa | Leader cl. generale |
| ------ | -------- | ---------------------------------------------- | ----- | ------------------ | ------------------- |
| 1ª     | 13 marzo | Fátima > Abrantes                              | 201,9 | Manuel Cardoso     | Manuel Cardoso      |
| 2ª     | 14 marzo | Rio Maior > Benavente                          | 192,4 | Angelo Furlan      | Manuel Cardoso      |
| 3ª     | 15 marzo | Almeirim > Almeirim - (cronometro individuale) | 21,5  | Maurizio Biondo    | Maurizio Biondo     |
| 4ª     | 16 marzo | Alcanena > Santarém                            | 149,9 | Manuel Cardoso     | Maurizio Biondo     |
| Totale | Totale   | Totale                                         | 565,7 |                    |                     |

## Squadre e corridori partecipanti
| N.    | Cod. | Squadra                          |
| ----- | ---- | -------------------------------- |
| 1-8   | BAR  | Barloworld                       |
| 11-18 | RB3  | Rabobank Continental Team        |
| 21-28 | GST  | Team Gerolsteiner                |
| 31-38 | KGZ  | Xacobeo-Galicia                  |
| 41-48 | AGR  | Agritubel                        |
| 51-58 | COF  | Cofidis, le Crédit par Téléphone |
| 61-68 | BTL  | Bouygues Télécom                 |
| 71-78 | FLM  | Ceramica Flaminia-Bossini Docce  |
| 81-88 | C.A  | Crédit Agricole                  |

| N.      | Cod. | Squadra                     |
| ------- | ---- | --------------------------- |
| 91-98   | AST  | Astana                      |
| 101-108 | LSE  | Liberty Seguros Continental |
| 111-118 | CCL  | C. C. de Loulé-Louletano    |
| 121-128 | MAD  | Madeinox-Boavista           |
| 131-138 | POV  | LA Aluminos-MSS             |
| 141-148 | PRT  | Palmeiras Resort-Tavira     |
| 151-158 | FRM  | Fercase-Rota Dos Mòvies     |
| 161-168 | SLB  | Benfica                     |
| 171-178 | BSP  | Barbot-Siper                |

## Dettagli delle tappe

### 1ª tappa
- 13 marzo: Fátima > Abrantes – 201,9 km

Risultati
| Pos. | Corridore         | Squadra       | Tempo    |
| ---- | ----------------- | ------------- | -------- |
| 1    | Manuel Cardoso    | Liberty Seg.  | 4h54'39" |
| 2    | Héctor García     | Liberty Seg.  | a 2"     |
| 3    | Mychajlo Chalilov | Cer. Flaminia | s.t.     |

| Pos. | Corridore         | Squadra       | Tempo    |
| ---- | ----------------- | ------------- | -------- |
| 1    | Manuel Cardoso    | Liberty Seg.  | 4h54'29" |
| 2    | Héctor García     | Liberty Seg.  | a 6"     |
| 3    | Mychajlo Chalilov | Cer. Flaminia | a 8"     |

### 2ª tappa
- 14 marzo: Rio Maior > Benavente – 192,4 km

Risultati
| Pos. | Corridore              | Squadra         | Tempo    |
| ---- | ---------------------- | --------------- | -------- |
| 1    | Angelo Furlan          | Crédit Agricole | 4h43'51" |
| 2    | Robert Hunter          | Barloworld      | s.t.     |
| 3    | Francisco José Pacheco | Barbot-Siper    | s.t.     |

| Pos. | Corridore              | Squadra      | Tempo    |
| ---- | ---------------------- | ------------ | -------- |
| 1    | Manuel Cardoso         | Liberty Seg. | 9h38'20" |
| 2    | Francisco José Pacheco | Barbot-Siper | a 5"     |
| 3    | Héctor García          | Liberty Seg. | a 6"     |

### 3ª tappa
- 15 marzo: Almeirim > Almeirim – Cronometro individuale - 21,5 km

Risultati
| Pos. | Corridore       | Squadra         | Tempo  |
| ---- | --------------- | --------------- | ------ |
| 1    | Maurizio Biondo | Cer. Flaminia   | 26'22" |
| 2    | László Bodrogi  | Crédit Agricole | a 13"  |
| 3    | Andreas Klöden  | Astana Team     | a 18"  |

| Pos. | Corridore       | Squadra         | Tempo     |
| ---- | --------------- | --------------- | --------- |
| 1    | Maurizio Biondo | Cer. Flaminia   | 10h05'01" |
| 2    | László Bodrogi  | Crédit Agricole | a 13"     |
| 3    | Andreas Klöden  | Astana Team     | a 15"     |

### 4ª tappa
- 16 marzo: Alcanena > Santarém – 149,9 km

Risultati
| Pos. | Corridore      | Squadra      | Tempo    |
| ---- | -------------- | ------------ | -------- |
| 1    | Manuel Cardoso | Liberty Seg. | 3h14'40" |
| 2    | Javier Benítez | Benfica      | s.t.     |
| 3    | Andreas Klöden | Astana Team  | s.t.     |

| Pos. | Corridore       | Squadra         | Tempo     |
| ---- | --------------- | --------------- | --------- |
| 1    | Maurizio Biondo | Cer. Flaminia   | 13h19'41" |
| 2    | László Bodrogi  | Crédit Agricole | a 11"     |
| 3    | Andreas Klöden  | Astana Team     | a 15"     |

## Classifiche finali

### Classifica generale
| Pos. | Corridore            | Squadra         | Tempo     |
| ---- | -------------------- | --------------- | --------- |
| 1    | Maurizio Biondo      | Cer. Flaminia   | 13h19'41" |
| 2    | László Bodrogi       | Crédit Agricole | a 11"     |
| 3    | Andreas Klöden       | Astana Team     | a 15"     |
| 4    | Héctor Guerra        | Liberty Seg.    | a 18"     |
| 5    | Mychajlo Chalilov    | Cer. Flaminia   | a 25"     |
| 6    | Chris Froome         | Barloworld      | s.t.      |
| 7    | Damien Monier        | Cofidis         | a 36"     |
| 8    | Tomas Vaitkus        | Astana Team     | a 40"     |
| 9    | Martín Garrido       | Palmeiras       | a 43"     |
| 10   | Gustavo César Veloso | Karpin Galicia  | a 49"     |

### Classifica a punti
| Pos. | Corridore         | Squadra       | Punti |
| ---- | ----------------- | ------------- | ----- |
| 1    | Manuel Cardoso    | Liberty Seg.  | 55    |
| 2    | Andreas Klöden    | Astana Team   | 36    |
| 3    | Mychajlo Chalilov | Cer. Flaminia | 32    |
| 4    | Francisco Torres  | Barbot-Siper  | 29    |
| 5    | Héctor Guerra     | Liberty Seg.  | 28    |

### Classifica scalatori
| Pos. | Corridore        | Squadra        | Punti |
| ---- | ---------------- | -------------- | ----- |
| 1    | Maxime Bouet     | Agritubel      | 14    |
| 2    | Vladimir Isajčev | Karpin Galicia | 8     |
| 3    | Manuel Cardoso   | Liberty Seg.   | 6     |
| 4    | Sérgio Sousa     | Madeinox       | 4     |
| 5    | Tiago Machado    | Madeinox       | 3     |

### Classifica giovani
| Pos. | Corridore         | Squadra       | Tempo     |
| ---- | ----------------- | ------------- | --------- |
| 1    | Chris Froome      | Barloworld    | 13h20'06" |
| 2    | Rein Taaramäe     | Cofidis       | a 25"     |
| 3    | Tiago Machado     | Madeinox      | a 41"     |
| 4    | Dennis van Winden | Rabobank Con. | a 49"     |
| 5    | Martijn Keizer    | Rabobank Con. | a 59"     |

### Classifica a squadre
| Pos. | Squadra                         | Tempo     |
| ---- | ------------------------------- | --------- |
| 1    | Ceramica Flaminia-Bossini Docce | 40h00'45" |
| 2    | Astana Team                     | a 22"     |
| 3    | Team Barloworld                 | a 59"     |
| 4    | Palmeiras Resort-Tavira         | a 1'11"   |
| 5    | Cofidis                         | a 1'22"   |